# Sunnansjön, Ångermanland
Sunnansjön är en sjö i Nordmalings kommun i Ångermanland och ingår i Leduåns huvudavrinningsområde. Sjön har en area på 1,59 kvadratkilometer och ligger 62 meter över havet. Sjön avvattnas av vattendraget Leduån.

## Delavrinningsområde
Sunnansjön ingår i det delavrinningsområde (706339-167612) som SMHI kallar för Utloppet av Sunnansjön. Medelhöjden är 133 meter över havet och ytan är 13,19 kvadratkilometer. Räknas de 57 avrinningsområdena uppströms in blir den ackumulerade arean 266,37 kvadratkilometer. Avrinningsområdets utflöde Leduån mynnar i havet. Avrinningsområdet består mestadels av skog (71 procent). Avrinningsområdet har 1,59 kvadratkilometer vattenytor vilket ger det en sjöprocent på 12 procent.